# آشا، قبرس
آشا (به لاتین: Asha) یک منطقهٔ مسکونی در قبرس شمالی است که در ناحیه غازی ماغوسا واقع شده‌است. آشا ۳٬۵۶۱ نفر جمعیت دارد.